# Red Bull SoundClash
Red Bull SoundClash је музичка концертна битка, која се одвија у четири рунде.
Први Red Bull SoundClash одржан је 2006. године у Холандији, а од тада се одржава у Белгији, Мађарској, Аустрији, Русији, Јапану, Аустралији, САД, итд. Публика која се налази између две бине одлучује победника, мере се децибели. Године 2014. ова музичка битка одржана је у Зеници, када су се такмичиле група Дубиоза Колектив и група С.А.Р.С.

## Рунде
- Прва рунда: обрада исте песме, са личним печатом.
- Друга рунда: преузимање песме противника, извођач изводи једну од нумера ривала у свом стилу.
- Трећа рунда: сукоб, обе стране изводе по три сопствене песме, али свака нумера се обрађује у потпуно другачијем стилу од оригинала; рок постаје реге, поп постаје панк, итд.
- Четврта рунда: врхунац наступа, у којој извођачи користе све да би победили, те могу позвати госте изненађења како би придобили публику.

## Србија
У Србији се манифестација одржава од 2023. године.
| Година | Противници              |
| ------ | ----------------------- |
| 2023.  | Лепа Брена и Сенида     |
| 2024.  | Марија Шерифовић и Реља |
| 2025.  | Сека Алексић и Раста    |